# Franz Reuss
Franz Reuss (* 17. August 1904 in Augsburg; † 5. Juni 1992 in München) war ein deutscher Generalmajor der Luftwaffe im Zweiten Weltkrieg.

## Leben
Reuss trat 1923 in die Bayrische Landespolizei ein, in der er bis 1936 den Dienstgrad eines Hauptmanns erreichte. 
Am 1. Oktober 1935 wechselte er zum Heer der Wehrmacht und nahm seit dem 6. Oktober eine Generalstabsausbildung an der Heereskriegsakademie in Berlin auf. Nachdem er diese am 31. Juli 1938 abgeschlossen hatte, wechselte er einen Tag später zur Luftwaffe und machte mehrere fliegerspezifische Ausbildungen. Am 1. April 1939 übernahm er als Major die 9. Staffel des Kampfgeschwaders 53 als Staffelkapitän. 

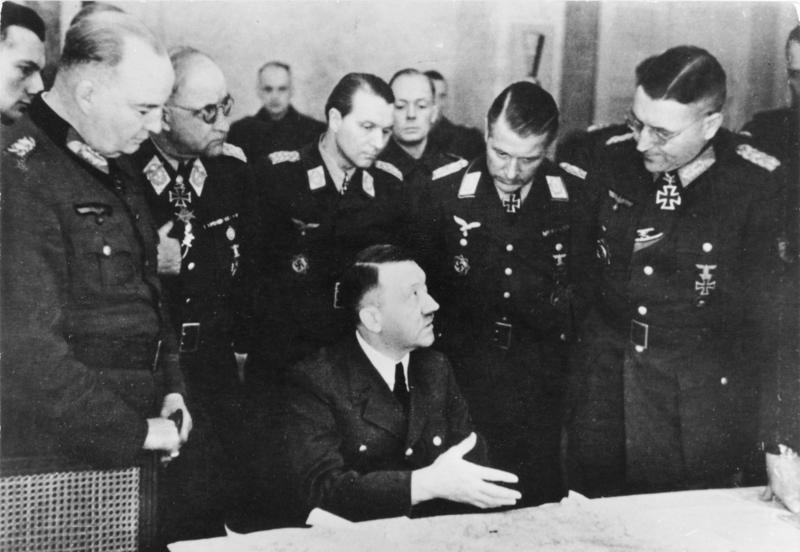
Reuss (3. von links) während einer Lagebesprechung der Heeresgruppe Weichsel im März 1945

Seine Staffel, ausgerüstet mit dem zweimotorigen Bomber Heinkel He 111, lag zu Beginn des Zweiten Weltkrieges in Großostheim und nahm nicht an den Kampfhandlungen in Polen teil. Zum 26. Februar 1940 wechselte er zur III. Gruppe des Kampfgeschwaders 76 als Gruppenkommandeur. Diese Gruppe, ausgestattet mit dem zweimotorigen Bomber Dornier Do 17, führte er in den am 10. Mai 1940 beginnenden Westfeldzug. Dabei schossen ihn am 3. Juni 1940 belgische und französische Jäger über Compèigne ab, als er einen Luftangriff auf den Flugplatz Claye-Souilly flog. Dabei wurde er verwundet und kam in ein Lazarett in Bonn, aus dem er am 14. Oktober 1940 entlassen wurde. Danach ging er als Ausbilder zur Luftkriegsakademie nach Berlin-Gatow. Am 17. Februar 1941 übernahm er die Stelle des Ersten Generalstabsoffiziers in der Luftflotte 5 in Oslo, wo er am 1. April zum Oberstleutnant befördert wurde. 
Am 16. April 1941 wechselte er in den Stab des IV. Fliegerkorps der Luftflotte 4 und nahm seit dem 22. Juni 1941 am Deutsch-Sowjetischen Krieg, im Süden der Ostfront teil und wurde mit dem Deutschen Kreuz in Gold ausgezeichnet.
Danach, ab dem 1. November 1942 übernahm er das Amt des Generalstabschefs des II. Luftwaffen-Feldkorps und wurde hier am 1. Dezember zum Oberst befördert. Am 29. August 1943 übernahm er vorläufig die 4. Fliegerdivision, die zu dieser Zeit der Luftflotte 6 im Mittelabschnitt der Ostfront unterstellt war. Nachdem er am 1. Juni 1944 seine Beförderung zum Generalmajor erhalten hatte, wurde er auch offiziell Divisionskommandeur dieser Einheit und wurde am 18. Juli mit dem Ritterkreuz des Eisernen Kreuzes ausgezeichnet. Am 5. April 1945, noch vor der bedingungslosen Kapitulation der Wehrmacht, kam er in Kriegsgefangenschaft, aus der er am 17. Januar 1947 entlassen wurde.